# Непекла
Непекла (пол. Niepiekła) — село в Польщі, у гміні Залуський Плонського повіту Мазовецького воєводства.
Населення — 140 осіб (2011).
У 1975-1998 роках село належало до Цехановського воєводства.

## Демографія
Демографічна структура станом на 31 березня 2011 року:
|          | Загалом | Допрацездатний вік | Працездатний вік | Постпрацездатний вік |
| -------- | ------- | ------------------ | ---------------- | -------------------- |
| Чоловіки | 75      | 8                  | 59               | 8                    |
| Жінки    | 65      | 5                  | 45               | 15                   |
| Разом    | 140     | 13                 | 104              | 23                   |